# Folkeviljen (avis)
 For alternative betydninger, se Folkeviljen. (Se også artikler, som begynder med Folkeviljen)
Folkeviljen var et norsk dagblad, som blev oprettet af sognepræst Kristian Pedersen Tønder, i Sjøvegan.
Første  udgave af bladet udkom den 9. september 1911.
I februar 1917 blev Folkeviljen partiavis for Arbeiderpartiet og flyttet til Harstad, hvor den konkurrerede med aviserne Haalogaland og Harstad Tidende.
Folkeviljen blev nedlagt i 1956.